# Идам
Идам, также йидам, иштадевата (кит. 神體, шэнь-ти, санскр. इष्टदेवता, IAST: iṣṭadevatā), Вайли yid dam, сокращение от тибетского yid-kyi-dam-tshig) — образ просветлённого существа в Ваджраяне. С идамами связаны тантрические практики, медитации, изображения, скульптуры и мантры. Идамы — умозрительные формы, радостные, мирные или гневные, различного вида, часто со многими руками, головами и глазами.
Для практикующего тантрический буддизм идам выражает качества просветлённого ума. На визуализации идама практикующий концентрирует своё внимание во время медитаций, ретритов и в повседневной жизни. С этой точки зрения популярное понимание идама как персонального божества или божества для медитаций не совсем корректно. Идам является идеальной формой, с которым медитирующий отождествляет себя, открывая собственную природу Будды. Постоянная практика идама в течение жизни способствует удержанию сознания в состоянии бардо во время глубокой медитации или смерти и направляет практикующего к достижению реализации.
Идамы имеют разные образы — бодхисаттвы, воплощающие сострадание (такие как Авалокитешвара (тиб. Ченрези) или Манджушри (Бодхисаттва мудрости и отсечения невежества), учителя (такие как Падмасамбхава, Кармапа), гневные формы защитников Учения (такие как Хаягрива, Ваджракилая, Ваджрапани, Хеваджра, Махакала или Палден Лхамо). Например, существует форма Авалокитешвары с одиннадцатью головами и четырьмя руками, но также и тысячерукая форма. Идамы радостной, мирной или гневной формы, одиночные и в союзе, могут представляться огромными как горы и маленькими как пылинки. Но суть их всегда одна — создание связи с природой Будды практикующего. Нередко идамы изображают в форме яб-юм — переплетающихся в объятиях мужского (яб) и женского (юм) божеств. Формы яб-юм связаны с особыми тантрическими практиками.
Медитация с идамами проводится в соответствии со строго выработанным ритуалом. Обязательным условием работы с идамами является принятие обетов бодхисаттвы — обязательствам достичь просветления для блага всех живых существ, и хотя бы минимальное понимание принципа пустотности всех вещей и явлений. Для работы с идамом необходимо получить от ламы соответствующую инициацию (посвящение того или иного уровня), в которую входит ритуал с начитыванием текста (лунг) и объяснения практики (тхри).
Идамы не могут быть уподоблены демонам или ангелам, охраняющим или противодействующим человеку, как в христианской, иудейской или мусульманской традициях и мифологиях. Идам — это умозрительная форма просветлённого существа, воспринимая и отождествляясь с которым, буддист может реализовать свою природу Будды.
В ануттаратантре школ кагью, гелуг и сакья и в махайоге школы нингма медитация, связанная с идамом, предусматривает сложную визуализацию и поэтапную трансформацию сознания для достижения состояния Махамудры. В ануйоге школы нингма используется метод мгновенного превращения в идама.
Тот или иной идам для практикующего выбирается ламой-учителем как «персональное божество», в соответствии с «Девятью Мэнгэ».
Буквально понятие yid-kyi-dam-tshig означает обязательство (самая) ума, удержание сознания в состоянии спонтанной свободы и ясности, которые составляют его истинную природу.

## Идамы
- Ваджрасаттва
- Авалокитешвара
- Ваджрапани
- Тара
- Праджняпарамита
- Манджушри
- Сарасвати
- Махакала
- Калачакра
- Хеваджра
- Гухьясамаджа
- Хаягрива
- Ваджракилая
- Чакрасамвара
- Ямантака
- Ваджрайогини
- Палден Лхамо
- Самвара
- Гесар
- Маричи
- Гаруда